# Evangelische Kirche (Nußloch)
Die Evangelische Kirche in Nußloch im Rhein-Neckar-Kreis im Nordwesten Baden-Württembergs wurde 1812 erbaut.

## Geschichte

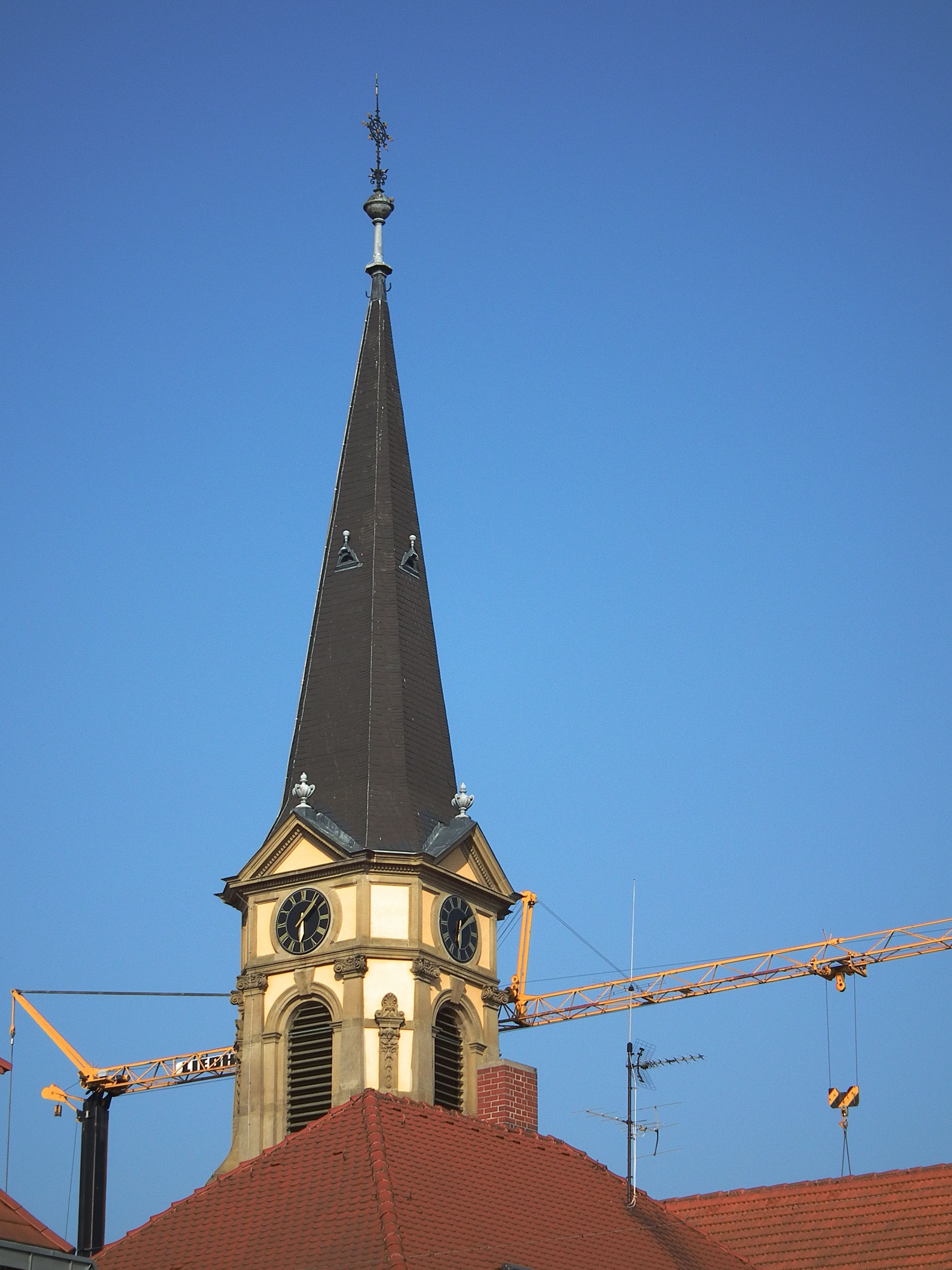
Evangelische Kirche

Nachdem Kurfürst Ottheinrich in der Pfalz 1556 die Reformation eingeführt hatte, musste auch Nußloch im Laufe der Zeit den mehrfachen Konfessionswechseln folgen. Zur reformierten Pfarrei gehörte Maisbach und nach dem Dreißigjährigen Krieg auch Walldorf. Bei der Pfälzischen Kirchenteilung wurde die Nußlocher Kirche jedoch 1707 den Katholiken zugesprochen.
Die reformierte Gemeinde errichtete eine kleine Notkirche, aber eine Pfarrei gab es nicht mehr. Zuständig war ab 1715 der Pfarrer in Walldorf. Die Kirche musste 1810 wegen Baufälligkeit geschlossen werden. 1812 wurde die neue Kirche, die einen Dachreiter besaß, erbaut. Die Einweihung war am 10. Januar 1813.
Neben den Reformierten gab es in Nußloch auch noch eine lutherische Gemeinde. Sie wurde von dem Leimener Pfarrer betreut und erbaute 1783/84 eine kleine Filialkirche. Der barocke Saalbau mit einem mit Voluten verzierten Giebel passte sich im Grundriss dem Standort direkt an einer Straßengabelung an. Im Großherzogtum Baden, zu dem Nußloch mittlerweile gehörte, schlossen sich Reformierte und Lutheraner 1821 zur Vereinigten evangelisch-protestantischen Landeskirche Baden zusammen. Das lutherische Kirchengebäude wurde profaniert und verkauft. Der Erlös diente der Schuldenabtragung der 1812 erbauten größeren Kirche der Reformierten.
1847 wurde in Nußloch eine selbständige evangelische Pfarrei eingerichtet. Ende des 19. Jahrhunderts war die Kirche für die gestiegene Einwohnerzahl zu klein geworden. Deshalb wurde sie 1901 erweitert, außerdem wurde der baufällige Dachreiter abgenommen und durch einen Kirchturm ersetzt. Die feierliche Einweihung erfolgte am 16. Januar 1902. Schon vor Beginn der Feier hatten sich viele Gläubige, auch aus Nachbargemeinden Wiesloch, Walldorf, Baiertal, Sandhausen und Leimen versammelt. Manche mussten wieder umkehren, da der Platz in der neuen Kirche nicht ausreichte. 1930 wurde die Kirche ausgemalt, 1938 der Außenputz erneuert. 2004 startete eine große Renovierung, sie umfasste Kirchturm, Foyer und Anbauten sowie den Innenraum.

## Beschreibung

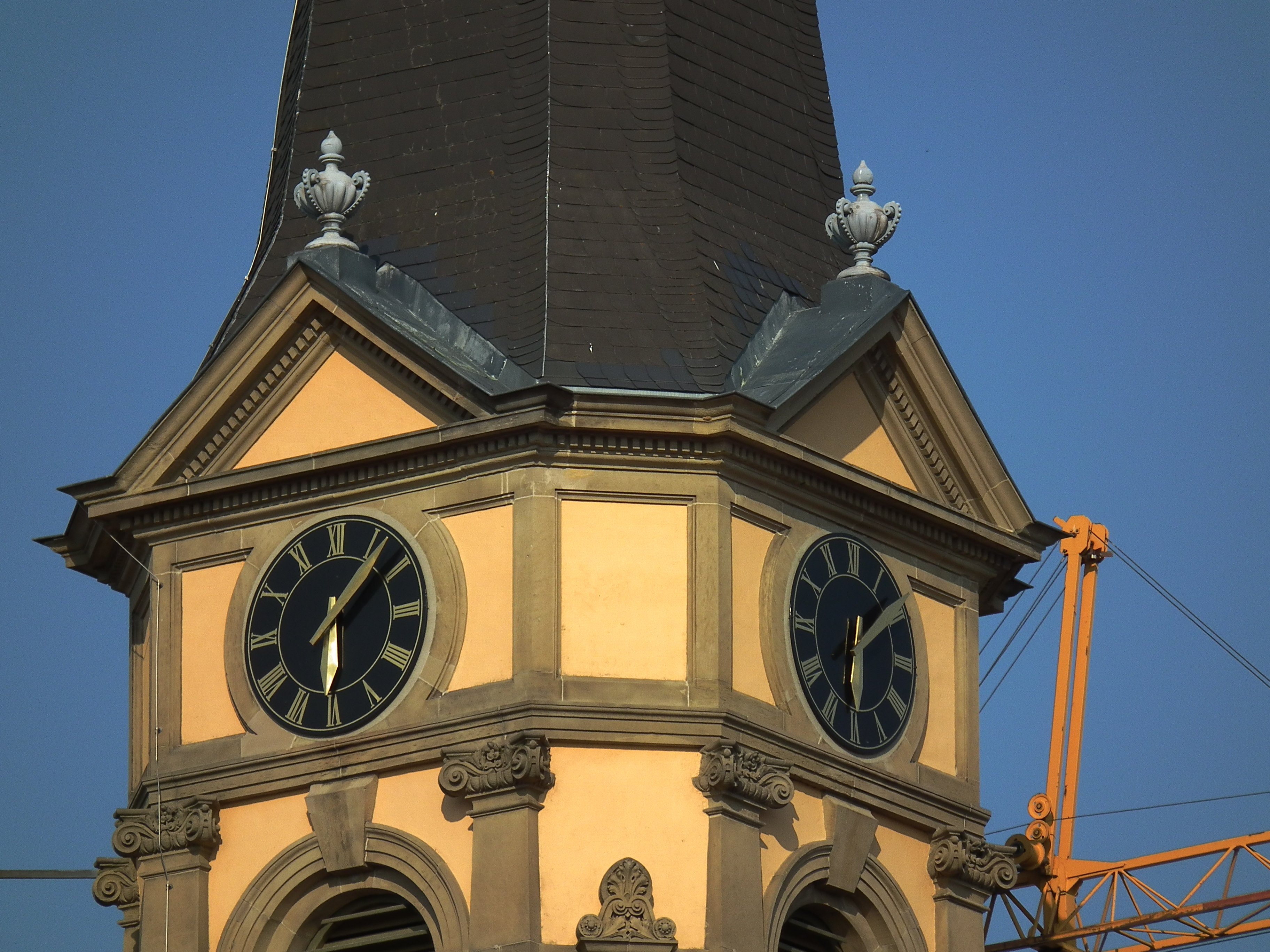
Kirchturmuhren evangelische Kirche Nußloch

Die evangelische Kirche steht im Zentrum von Nußloch unweit der alten lutherischen Kirche, die heute als Gemeindebücherei genutzt wird. Der klassizistische Saalbau schließt mit einem runden Chor. Der 1901 erbaute Kirchturm befindet sich rechts neben dem Chor. Über dem Hauptportal ist eine Inschrifttafel angebracht:

„Selig sind die Gottes Wort hören und bewahren.“

Den Innenraum umläuft auf drei Seiten eine hölzerne Empore. Die zwei Fenster im Chor stellen Jesu Kreuzigung und Auferstehung dar.

## Glocken
Für den neuen Turm von 1901 wären die alten Glocken zu klein gewesen, deshalb ließ man  drei neue Glocken gießen. Diese Geläut (d´- fis´- a´) war wegen seines exzellenten Klangs in der ganzen Umgebung bekannt.
Im Ersten Weltkrieg sollten die Glocken eingeschmolzen werden. Doch die Bemühungen, dieses Geläut um seines musikalischen Wertes willen zu retten, waren erfolgreich: Sowohl die evangelische als auch die katholische Kirche durften ihre Geläute behalten. Im Zweiten Weltkrieg hingegen blieben die Glocken nicht verschont. Am 9. April 1942 nahmen die Nationalsozialisten die beiden größeren Glocken ab und schmolzen sie für Kriegszwecke ein.
Nach dem Krieg schloss die Gemeinde mit der Glockengießerei Hamm in Frankenthal einen Vertrag über ein Vierergeläut mit den Tönen cis´-e´-fis´-gis´ (Mollmotiv ausgefüllt). Sie wurden 1950 gegossen.
| Glocke | Nominal | Durchmesser (cm) | Gewicht (kg) | Inschrift    | Name     | Funktion    |
| 1      | Cis1    | 150              | 1780         | Eph. 2,14    | Friede   | Totenglocke |
| 2      | E1      | 125              | 1020         | Mt. 6,10     | Hoffnung |             |
| 3      | Fis1    | 111              | 730          | Mt. 26, 41   | Glaube   | Betglocke   |
| 4      | Gis1    | 100              | 520          | 1. Kor. 13,8 | Liebe    | Taufglocke  |

Die kleinste der alten Glocken, die während der Kriegswirren allein geläutet hatte, stellte die Gemeinde Nußloch der Gemeinde Oberacker bei Bruchsal zur Verfügung.

## Orgel

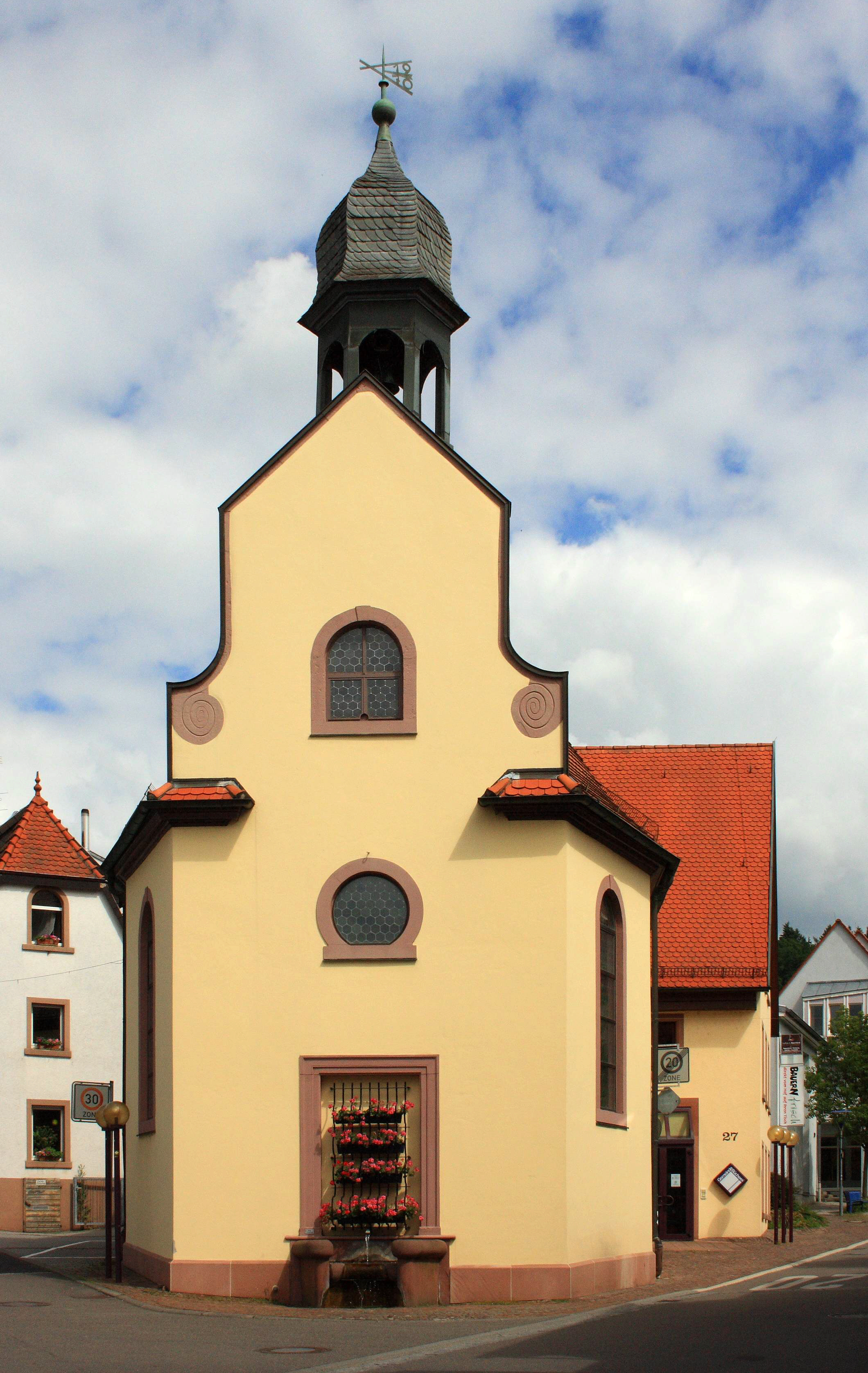
Alte lutherische Kirche

Die Orgel der Evangelischen Kirche Nußloch wurde 2013 von der Orgelbaufirma Richard Rensch aus Lauffen gebaut. Das Instrument hat 26 Register, 2 Manuale und Pedal. Sie besitzt 1524 klingende Pfeifen. Die Orgel wurde im Romantischen Stil dispositioniert. Sie ersetzt die alte Mann-Orgel aus dem Jahr 1963. Sie hatte 21 Register, 2 Manuale, ein Pedal und wurde an eine polnische Gemeinde in der Nähe von Krakau verkauft.
| I. Hauptwerk C–g3 |            |       |
| 1.                | Bourdon    | 16′   |
| 2.                | Principal  | 8′    |
| 3.                | Gedeckt    | 8′    |
| 4.                | Gambe      | 8′    |
| 5.                | Octave     | 4′    |
| 6.                | Blockflöte | 4′    |
| 7.                | Quinte     | 2 ⁄3′ |
| 8.                | Octave     | 2′    |
| 9.                | Mixtur     | 1 ⁄3′ |
| 10.               | Trompete   | 8′    |

| II. Schwellwerk C–g3 |                 |        |
| 11.                  | Geigenprincipal | 8′     |
| 12.                  | Aeoline         | 8′     |
| 13.                  | Rohrflöte       | 8′     |
| 14.                  | Fugara          | 4′     |
| 15.                  | Traversflöte    | 4′     |
| 16.                  | Nasard          | 2 ⁄3′  |
| 17.                  | Flautino        | 2′     |
| 18.                  | Terz            | 1 3⁄5′ |
| 19.                  | Progressio      | 2′     |
| 20.                  | Oboe            | 8′     |
|                      | Tremulant       |        |

| Pedal C–f1 |             |     |
| 21.        | Subbass     | 16′ |
| 22.        | Octavbass   | 8′  |
| 23.        | Gedecktbass | 8′  |
| 24.        | Choralbass  | 4′  |
| 25.        | Posaune     | 16′ |
| 26.        | Trompetbass | 8′  |

- Koppeln:
  - Normalkoppeln: II/I, I/P, II/P
  - Suboktavkoppeln: II/II (durchkoppelnd)
- Spielhilfen: Schwelltritt für 2. Manual, Crescendowalze, Setzersystem mit 30000 Speichermöglichkeiten, USB-Anschluss, MIDI